# 李芳聯
李芳聯（？—17世紀），號仙芝，重慶府長壽縣人，明朝、南明政治人物。

## 生平
曾祖李秀春，嘉靖四年（1525年）乙酉科举人，前山西道御史，巡视三关，巡按河南。当时权相严嵩父子秉政，沈練弹劾他们被謫戍邊。秀春抗疏争救，有“陛下不斩严嵩之头，以谢天下，宁斩臣之头，以谢严嵩”之语，待命闕下，一时间直聲振于京城，被贬为福建侯官县尉，严嵩倒台，改授陕西按察司佥事，年七十無病而亡，崇祀乡贤。
李芳聯是貢生李之應的孫子，於崇禎三年（1630年）中舉人，次年（1631年）聯捷進士，大理寺观政，獲授句容知縣，十年（1637年）升礼部儀制司主事。之後擔任山西提學副使，以才識提拔人才，調任陕西鞏昌道參政；到弘光年間轉為河南督學僉事，辭官回鄉後專心著書，四十五歲去世。

## 引用
1. ↑  《崇祯四年辛未科三百五十名进士履历》：李芳联，仙芝，礼记，壬子九月二十七日生。长寿人，庚午六十七，会三百六十，三甲四十五名。大理政，授句容知县，丁丑升礼部儀制司主事。曾祖秀春，御史、举人。祖之胤，封文林郎。父士昌，贡士。
2. 1 2  錢海岳《南明史·卷三十五·列傳第十一》：（弘光）時河南、陝西司道：……李芳聯，長壽人。崇禎四年進士。句容知縣，累遷河南督學僉事。
3. ↑  民國《長壽縣志·卷六·人事部第三》：李芳聯 同上（崇禎三年庚午科）
4. ↑  民國《長壽縣志·卷五·人事部第二》：李芳聯，之應孫，崇禎辛未進士，官山西提學副使。有才識，善於知人，調山西鞏昌道參政；解組歸，閉戶著書，年四十五卒。《蜀人物志》